# منتخب أيرلندا لسباعيات الرغبي للسيدات
منتخب أيرلندا الوطني لسباعيات الرغبي للسيدات هو ممثل جمهورية أيرلندا الرسمي في المنافسات الدولية في سباعيات الرغبي للسيدات.

## وصلات خارجية
- الموقع الرسمي